# Asylum (videogioco)
Asylum è un videogioco di tipo avventura grafico-testuale progettato nel 1981 per il TRS-80 dai programmatori Michael O'Haire e William F.Denman Jr, ambientato in un manicomio. 
Fu pubblicato dalla casa produttrice Med Systems successivamente conosciuta come Screenplay.
Il seguito del videogioco chiamato Asylum II fu pubblicato nel 1982. A questa versione fu aggiunta la grafica bitmap, il colore, e fu pubblicato nel 1985 per il Commodore 64 con il nome di Asylum.
Ne uscì una versione per la Famiglia Atari 8-bit e per l'IBM Personal Computer.